# The Tree of Knowledge

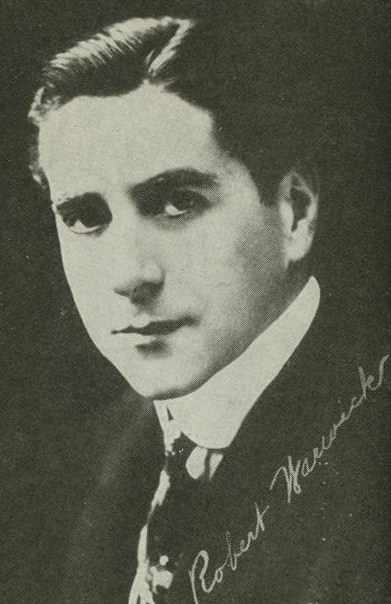
Robert Warwick estrelou o filme

The Tree of Knowledge (A Árvore do Conhecimento) é um filme de drama mudo norte-americano de 1920, produzido por Famous Players-Lasky e distribuído pela Paramount Pictures. Foi dirigido por William C. de Mille, estrelado por Robert Warwick e baseado na peça homônima realizada em 1898, de R. C. Carton.  É um filme perdido.

## Elenco
- Theodore Kosloff - Adam
- Yvonne Gardelle - Lilith
- Robert Warwick - Nigel Stanyon
- Kathlyn Williams - Belle
- Wanda Hawley - Monica
- Tom Forman - Brian
- Winter Hall - Siur Mostyn Hollingsworth
- Irving Cummings - Loftus Roupelle
- Loyola O'Connor - Senhora Stanyon
- Clarence Geldart - Barão
- William H. Brown - Swedle